# Скаржинский, Ксаверий Алоизиевич
Ксаве́рий Алои́зиевич Скаржи́нский (Скуржи́нский) (пол. Ksawery Aleksander Skarzyński; 1819, Варшава — 15 января 1875, Бельгия) — архитектор, академик и профессор архитектуры Императорской Академии художеств.

## Биография
Родился в 1819 году в Варшаве. В 1837 году окончил техническое отделение Губернской неполной гимназии в Варшаве, а через год получил разрешение Правительственной комиссии по внутренним делам, духовенству и народному просвещению на ведение архитектурных работ. В 1840 году он выдержал экзамен на архитектора первой степени Королевства Польского, а в 1842 году на архитектора второй степени. В том же году, получив государственную стипендию, он посетил европейские столицы, а также Грецию и Египет. 
Был признан «назначенным в академики» (1849). Избран в академики (1850) за проект «Дворянского Собрания в столице». Звание профессора архитектуры Академии художеств (1855) за проект «казармы для гвардейского полка».
Главный архитектор строительства Петербургско-Варшавской железной дороги (1850-е). Построил локомотивное депо Варшавского вокзала, временные пассажирские здания в Санкт-Петербурге, Царском Селе и Гатчине, здания в Киеве, Ревеле. Архитектор чертёжной Особой канцелярии Главного управления путей сообщения и публичных зданий. Титулярный советник.

## Проекты и постройки

### Санкт-Петербург
- Доходный дом П. В. Оржевского (перестройка; совместно с А. Х. Пелем). Литейный проспект, 45 — улица Белинского, 8 (1850—1851; надстроен)[4];
- Доходный дом (перестройка; совместно с К.-В. Винклером). Набережная канала Грибоедова, 44 — Спасский переулок, 2 (1852)[3][5];
- Здание Варшавского вокзала. Набережная Обводного канала, 118 — Варшавский проезд, 2 (1852—1853; включено в существующее

здание);
- Водонапорная башня на станции Санкт-Петербург—Варшавский. Набережная Обводного канала, 118Л (1852—1853)[7];

### Казань
- Собственный дом Кекина. Улица Максима Горького, 15 (1850);
- Жилой дом. Улица Максима Горького, 13 (1850; перестроен).

### Одесса
- Городской театр (перестройка; совместно с К. О. Даллаква). Переулок Чайковского, 1 (1857, не сохранился);
- Доходный дом (Дом с единорогами). Софиевская улица, 15.